# 布澤瓦
布澤瓦，是卡爾梅克人的分支，生活在俄羅斯南部聯邦管區。
1699年，一部分杜爾伯特部人隨土爾扈特人遷到俄羅斯他們來到伏爾加河加入當地哥薩克。
他們現在主要在卡爾梅克共和國生活。